# Port Royal
För andra betydelser, se Port Royal (olika betydelser).

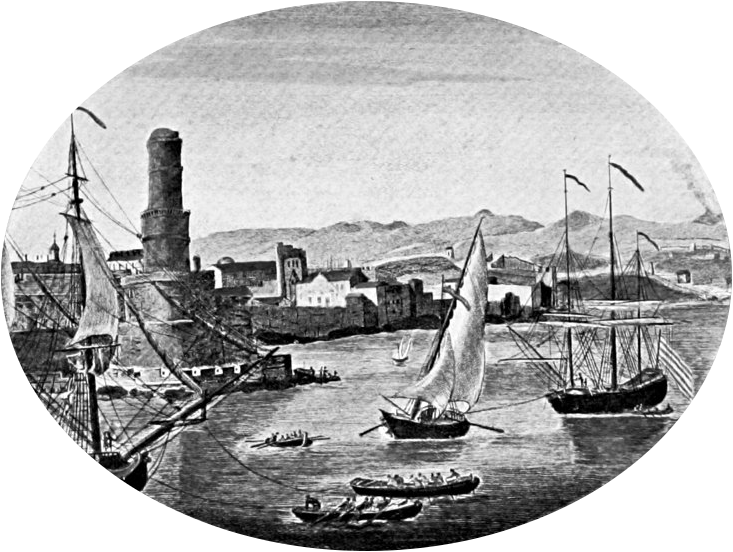
Illustration av Port Royal före 1692

Port Royal var en stad på Kingstonhalvön i södra Jamaica som grundades 1663. Staden genomgick en serie katastrofer innan den blev marinbas och slutligen förstördes 1907. Under 1600-talet hade den rykte om sig att vara "Wickedest City on Earth" enligt chefsforskaren vid utgrävningarna i Jamaica. Port Royal växte dessutom till att bli den största staden i engelska Amerika, tillsammans med Boston i Massachusetts. 

## Port Royals historia
Staden grundades efter Oliver Cromwells misslyckande med att erövra Hispañola i december 1654. Cromwells strategi gick ut på att överraska staden Santo Domingo, men spanjorerna hade blivit varnade och kunde avvärja attacken. För republiken England var det ett stort nederlag och Cromwell reste hem tomhänt. Britterna återvände dock till Karibien i maj 1655 för att anfalla Jamaica, utan att ha kommit med en krigsförklaring; detta stred mot den gällande folkrätten. De engelska amiralerna William Penn och Robert Venables erövrade lätt ön från spanjorerna, som saknade ett ordentligt försvar. De spanska nybyggarna på Jamaica flydde till Kuba eller samlade sig på öns obebyggda områden för att starta ett gerillakrig mot britterna med hjälp av frigivna slavar. Penn och Venables grundlade Fort Cromwell på Kingstonlandtungan, vilket underlättade kontrollen av hamnen i Kingston. Runt fortet växte senare ett litet samhälle fram, The Point eller Point Cagway, som bestod av handelsmän, prostituerade, sjömän och fiskare. Efter monarkins och Karl II:s restauration 1660 döptes The Point om till Port Royal och fortet till Fort Charles.
Port Royal hade ursprungligen byggts för att vara en defensiv försvarsanläggning med uppgift att skydda hamnens inlopp, men kom snart att växa i betydelse. Stadens geografiska läge gjorde den utmärkt för lastning av stora skepp och den blev en attraktiv bostadsort för fartygskaptener, köpmän och hantverkare, som drog fördel av handelsmöjligheterna. I takt med att Jamaicas ekonomi blev bättre mellan 1655 och 1692 växte även Port Royal till att bli den (ur ekonomisk synpunkt) viktigaste engelska hamnen i Amerika. Staden hade växt snabbare än någon annan stad engelsmännen hade grundat i den Nya världen.

## Kaparliv
När den engelska flottan lämnade Port Royal för att resa tillbaka till England oroade sig stadsbefolkningen för att den spanska armadan skulle försöka återta ön. Den brittiska guvernören Edward d'Oyley påbörjade därför underhandlingar med Tortugas buckanjärer; detta resulterade i att kaparkommissioner med tveksam legalitet fanns i staden från 1657. 1689 hade staden 4 000 invånare, varav cirka hälften deltog i den inkomstbringande kaparverksamheten. För buckanjärerna var Port Royal perfekt; det låg nära handelsrutterna och de kommersiella centrumen Porto Bello och Cartagena. När spanska kriget avslutades 1660 försökte d'Oyley att få dem att avbryta fientligheterna, vilket de vägrade. d'Oyleys efterträdare Lord Thomas Windsor kom till Jamaica 1662 med stränga order, men skulle komma att tänja gränserna för kaparnäringen. Detta berodde på den oklara juridiken och argumenten om hamnens osäkra läge. För att utföra kapningarna korrekt behövdes fortfarande tillstånd från London, men då Windsor trodde att spanjorerna planerade ett överfall mot Port Royal lät han piraterna hållas.

## Sjörövarstaden
1663 innefattade stadens flotta 22 skepp, med en besättning på 1 200 man. Sir Christoffer Myngs skulle med hjälp av dessa leda flera, ekonomiskt mycket framgångsrika, räder mot Kuba och Honduras.
Port Royal nådde sin höjdpunkt som sjörövarstad under sir Thomas Modyford. Modyford ignorerade helt order från London om att sätta stopp för räderna, och tillät försäljning av spanskt byte i land. Under kriget mot Republiken Förenade Nederländerna stödde han räder mot både spanska och holländska kolonier. Det var under Modyford som den legendariska buckanjärkaptenen Henry Morgan använde Port Royal som bas för sina stora landräder mot Portobelo, Venezuela och Panama. 
Officiellt stängdes Port Royal som sjörövarbas efter Morgans Panamaäventyr 1671, men trots detta fortsatte verksamheten antagligen några år till. Nästa generation pirater kom att kallas ärkepiraterna, de så kallade klassiska piraterna, vilka skulle att sätta skräck i sjöfararna på de sju haven under 1700-talet.

## Stadsliv
De flesta av Europas städer var under 1600-talet ohälsosamma platser, med gator som bestod av jord med hästavföring och fylldes av lera vid regn. De saknade helt sophämtning, avlopp och vattenledningssystem, och var därmed smittohärdar där tyfus, pest, smittkoppor och andra sjukdomar härjade.
Människor i städerna utan yrke var rättslösa; om de hade ett yrke ingick de i ett skrå som skyddade deras rättigheter. En buckanjär hade ständigt uppgifter i tjänst eller på Tortuga; han bedömdes inte efter nationalitet eller religion eftersom detta förbjöds i reglementena. En buckanjär hade inte heller något eget namn, men hans kunnande var efterfrågat. De var utmärkta illustrationer till sociologen Émile Durkheims beskrivning av den mekaniska solidaritet som rådde i det agrara samhället. På haven var de oersättliga, då de var en viktig del i arbetslagens struktur till sjöss. De hade däremot inte lika högt värde på land, där de var avvikande och ansågs vara kriminella. Durkheim menar att denna situation i regel ledde till stränga straff i samhällen vars arbetsdelning bygger på mekanisk sammanhållning. Pirater hängdes, ofta efter spektakulära rättegångar, medan deras städer blev nerbrända och spanjorerna mördade dem godtyckligt. Sjörövarbesättningar hade aldrig problem att hitta nytt manskap, då gästerna på Port Royals krogar till stor del bestod av arbetslösa buckanjärer. Där drack de alkohol dygnet runt när de inte besökte bordeller.
Fördelarna med den jamaicanska hamnen var att öns guvernörer var positivt inställda till fribytare. Det var därför relativt enkelt att utverka så kallade kaparbrev från myndigheterna för lagliga räder. Myndigheterna såg även mellan fingrarna när det gällde rena piratdåd, så länge de fick höga mutor av buckanjärerna. Guvernörens välvilja till dem berodde helt och hållet på hur stor hans andel av piraternas byte var. I Port Royal tolererades verksamma pirater länge, då de gav staden en ständig inkomst. Med hjälp av deras byten byggdes en av Amerikas mest välmående städer, samtidigt som deras beteende var moraliskt förkastligt. 
Filosofen och idéhistorikern Michel Foucault förklarar i boken Övervakning och straff att straffen som tilldelades vissa utvalda enbart var maktuppvisningar för att visa vem som kontrollerade samhället. Detta var särskilt sant i faller med kungamördaren Damien, som tillsammans med andra straffade lika gärna kunde ha adlats i samma syfte (i likhet med Morgan). Statsmakterna ville dock i själva verket inte bli av med piraterna och buckanjärerna, eftersom deras verksamhet gagnade staten och staden.

## Guldåldern
När Port Royal var som störst (1692) bodde uppskattningsvis mellan 6 500 och 7 000 fasta invånare där; utöver dessa fanns dessutom muckande besättningar, resande handelsmän och andra besökare i staden. Många av Port Royals invånare lämnade efter sig inventarier som visar på ett mycket stort välstånd i staden, och Jamaica var en av få engelska kolonier som hade ett myntsystem istället för varubyte som betalningsmetod. 1688 besöktes staden av 213 fartyg, samtidigt som hela New England tog emot 226 skepp. Enligt Port Royal Projects hemsida var atmosfären i Port Royal tolerant och tillät olika religioner och livvstilar. Kväkare, papister, puritaner, presbyterianer, judar och anglikaner utövade sina religioner öppet bredvid sjömän och pirater som besökte hamnen. Det var i denna atmosfär Henry Morgan och den mest demoniska av alla buckanjärer, l'Olonais, värvade sina besättningar för de stora landräderna.

## Slutet
Port Royals öde beseglades strax före middagstid onsdagen den 7 juni 1692, när 33 tunnland (66 procent) av "Västindiens handelshus och skatter sjönk till botten av Kingstons hamn" i en lindrig men omfattande jordbävning följd av en gigantisk svallvåg, en så kallad tsunami. Uppskattningsvis 2 000 personer dog omedelbart, medan ytterligare 3000 människor avled av skador och sjukdomar de följande dagarna. I ett brev till myndigheterna i Withhall beskrev presidenten i Jamaicas råd katastrofen den 20 juni 1692:
| ” | ...det var en förskräcklig jordbävning som på tio minuter slog ner alla kyrkorna, bosättningar och sockerarbeten på ön. Två tredjedelar av Port Royal svaldes av havet, alla fort och befästningar förstördes och en stor del av invånarna slogs olyckligt i huvudet eller drunknade. | „ |

Presidenten oroade sig för att staden nu saknade försvar, men borgarnas brev till Withhall berättade om omfattande panik, misär och oro i den härjade staden. Handeln slogs i spillror, folk fruktade slavuppror och franska attacker från örlogsskepp stationerade i närheten av ön. Samtidigt var de oroade för att England inte skulle tycka att det var lönt att bygga upp staden efter katastrofen.
Vid tiden för katastrofen fanns en utbredd föreställning om att geologiska fenomen som jordbävningar var Guds straff åt människorna på jorden. Ingen visste vid den här tiden att Port Royal var byggd på en smal instabil ås, och att jordbävningar förr eller senare skulle drabba staden. Jordbävningen som blev Port Royals undergång var inte särskilt kraftig, men staden var byggd på en lutande landtunga av grus, jord och flodavlagringar. Skakningarna i berggrunden skakade ner de lätta jord- och sandlagren, som gled ut i vattnet och gav intrycket av att staden bokstavligen sjönk ned i havet. Några minuter senare låg nära två tredjedelar av staden 15 meter under vatten. Den vanligaste uppfattningen om händelsen var att katastrofen var den Nya världens Sodom.
Den del av staden som klarat sig undan jordbävningen hämtade sig trots allt ganska snart, innan den härjades av en stor eldsvåda 1703 och en rad nya jordbävningar efter det. Den nya kustlinjen bröt huvudgatorna Lime street, Queens street och High street. Drygt 300 år senare har delar av gatorna återigen kommit upp på land, medan delar av staden som sjönk vid den stora katastrofen fortfarande vilar på havets botten. Den delen av staden är påfallande intakt och arkeologerna har genom fynden kunnat rekonstruera mycket av stadens civila liv. 
Efter ett nytt jordskalv den 14 januari 1907 försvann en stor del av staden i havet, och den är i dag bara en skugga av det den en gång var. Staden har färre än 2 000 invånare, och har ingen ekonomisk eller politisk betydelse. Ekonomin är turistbaserad, men trots att den jamaicanska regeringen har beslutat att restaurera staden är den i stort sett förfallen.

## Världsarvsstatus
Den 3 februari 2009 sattes "undervattensstaden" Port Royal upp på Jamaicas tentativa världsarvslista.